# Opuntia anacantha
Opuntia anacantha là một loài thực vật có hoa trong họ Cactaceae. Loài này được Speg. mô tả khoa học đầu tiên năm 1904.

## Hình ảnh

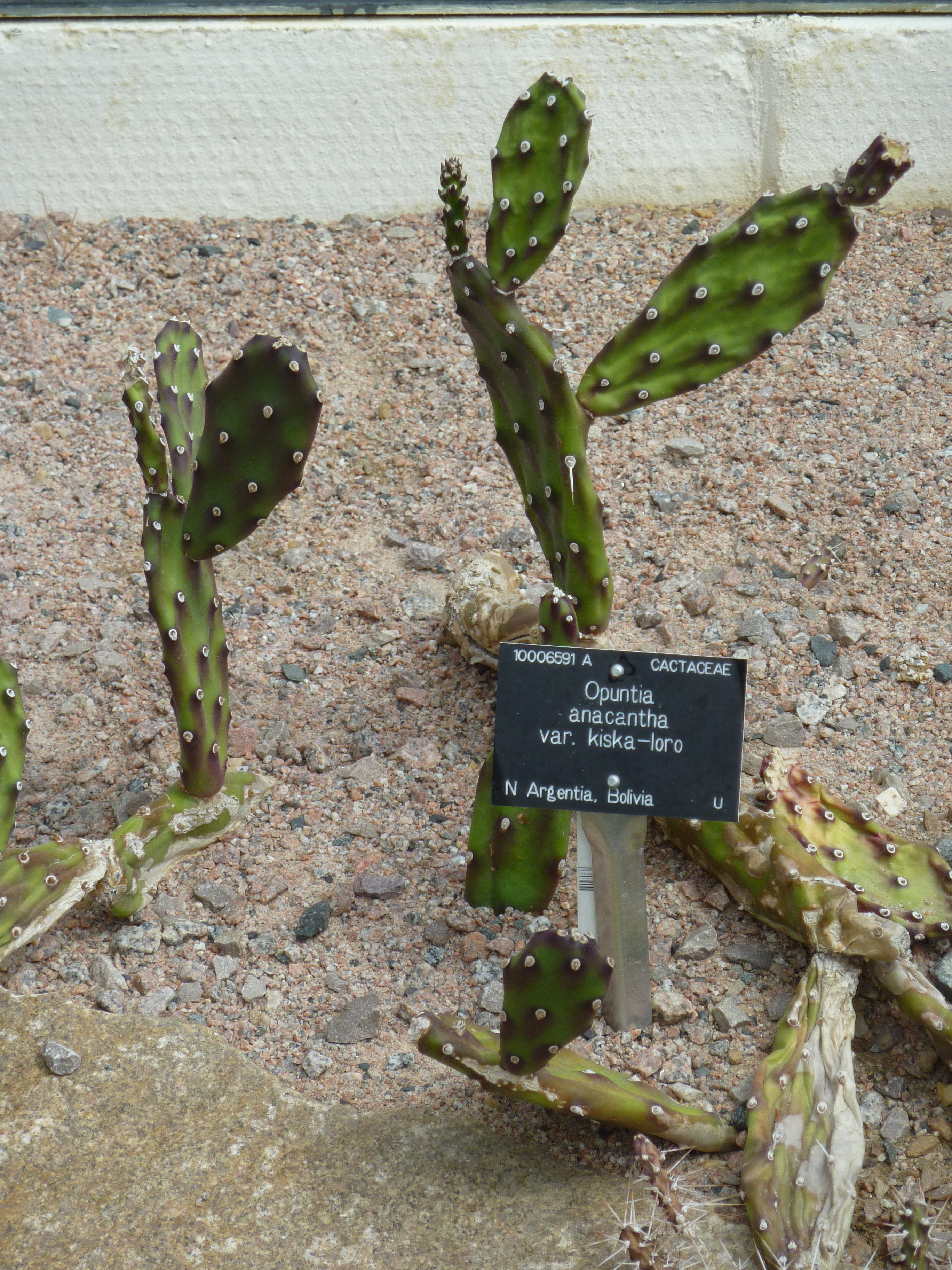
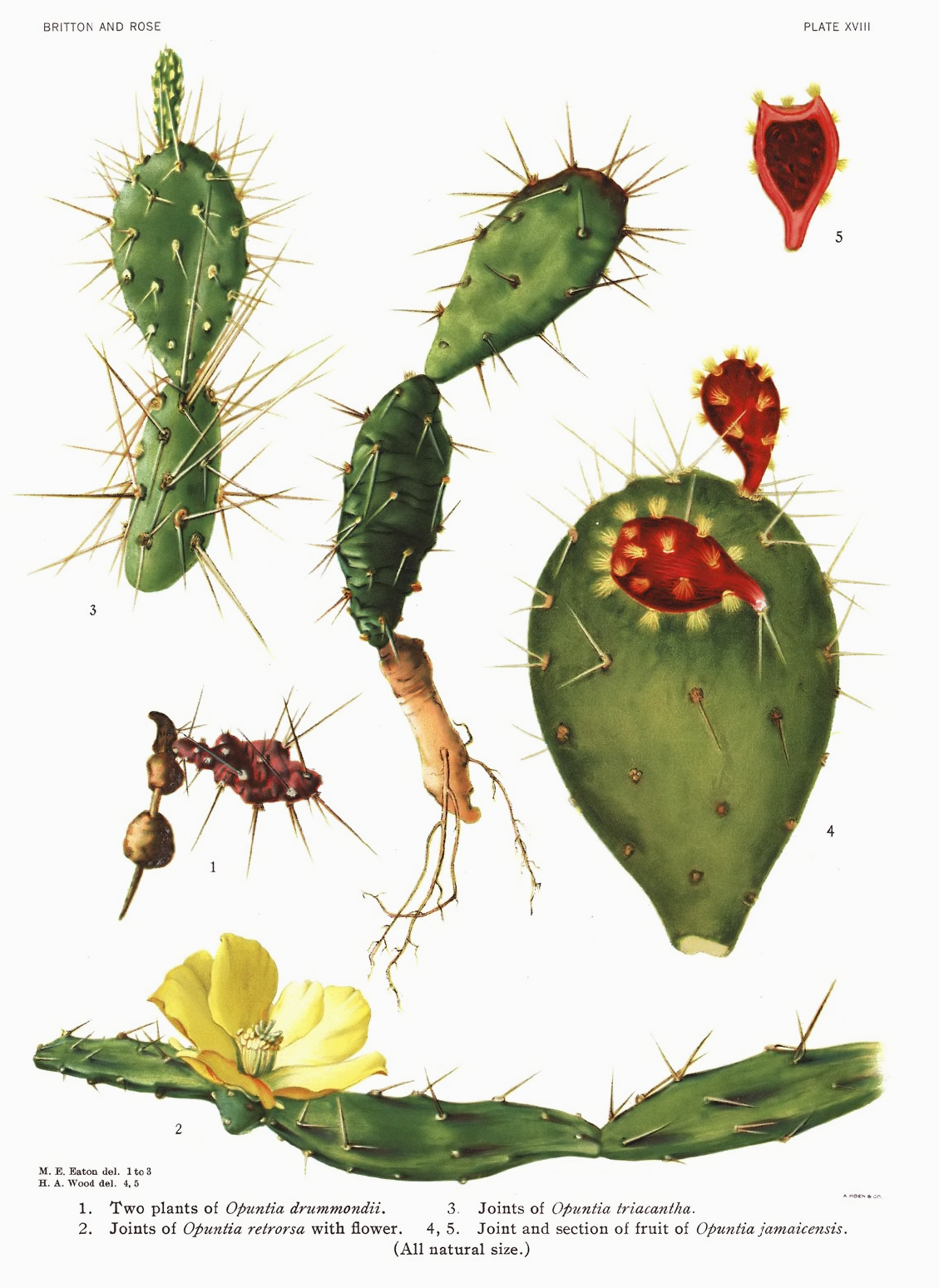